# Maroc aux Jeux olympiques
Le Maroc a participé pour la première fois aux Jeux Olympiques d'été en 1960, après la création du Comité Olympique Marocain, en 1959.
Il a envoyé, depuis lors, une délégation d'athlètes à tous les Jeux Olympiques d'été, à l'exception des Jeux de 1980, à cause de sa participation au boycott américain de ces jeux.
Lors des derniers Jeux d'été, en 2021, 48 athlètes représentaient le pays.
Le Maroc a également participé aux Jeux Olympiques d'hiver, à sept reprises depuis 1968.
En 2018, deux athlètes ont représenté le Maroc aux Jeux olympiques d'hiver.
Lors des Jeux Olympiques d'été, les athlètes marocains ont réussi à remporter un total de 24 médailles, dont 20 en Athlétisme et 4 en Boxe.
En effet, tout a commencé avec Rhadi Ben Abdesselam, qui est parvenu à obtenir la première médaille marocaine aux Jeux Olympiques d'été. Il s'agit une médaille d'argent, au Marathon, en 1960.

## Champions olympiques marocains
Le Maroc compte huit médaillés d'or aux Jeux olympiques d'été.
C'est Nawal El Moutawakel qui a débloqué le compteur des médailles d'or, le 8 août, en 1984. Saïd Aouita a fait de même, lors des mêmes jeux (trois jours plus tard).
Ensuite, Brahim Boutayeb en 1988, puis Khalid Skah en 1992, ont pu réaliser le même exploit.
Quant à Hicham El Guerrouj, il est devenu double champion olympique en 2004.
Le dernier champion olympique est Soufiane El Bakkali. Il a réalisé cet exploit au 3 000 m steeple, en 2021, lors des Jeux de Tokyo 2020. 
Aux jeux olympiques de Paris 2024, Soufiane El Bakkali conserve son titre du 3 000 m steeple.

## Multiples médaillés marocains
Le Maroc compte quatre multiples médaillés aux Jeux d'été.
En effet, Hicham El Guerrouj, totalise 3 médailles, dont deux médailles d'or en 2004 et une médaille d'argent en 2000.
De son côté, Saïd Aouita est parvenu à gagner 2 médailles, la première est une médaille d'or en 1984 et la seconde est une médaille de bronze en 1988.
La seule multiple médaillée féminine est Hasna Benhassi, avec une médaille d'argent en 2004 et une de bronze en 2008.
On peut rajouter l’exploit de Soufiane El Bakkali, ce dernier ayant conservé son titre de Champion Olympique lors des Jeux Olympiques de 2020 à Tokyo au 3000m Steeple en réitérant la même performance lors des Jeux Olympiques de Paris en 2024 . Comptant donc 2 médailles d’or 

## Médailles

### Médailles aux Jeux Olympiques d'été
| Jeux                | Athlètes             | Or                   | Argent               | Bronze               | Total                | Rang médailles d'or  | Rang total des médailles |
| ------------------- | -------------------- | -------------------- | -------------------- | -------------------- | -------------------- | -------------------- | ------------------------ |
| 1896 Athènes        | N'a pas participé    | N'a pas participé    | N'a pas participé    | N'a pas participé    | N'a pas participé    | N'a pas participé    | N'a pas participé        |
| 1900 Paris          | N'a pas participé    | N'a pas participé    | N'a pas participé    | N'a pas participé    | N'a pas participé    | N'a pas participé    | N'a pas participé        |
| 1904 St. Louis      | N'a pas participé    | N'a pas participé    | N'a pas participé    | N'a pas participé    | N'a pas participé    | N'a pas participé    | N'a pas participé        |
| 1908 Londres        | N'a pas participé    | N'a pas participé    | N'a pas participé    | N'a pas participé    | N'a pas participé    | N'a pas participé    | N'a pas participé        |
| 1912 Stockholm      | N'a pas participé    | N'a pas participé    | N'a pas participé    | N'a pas participé    | N'a pas participé    | N'a pas participé    | N'a pas participé        |
| 1920 Anvers         | N'a pas participé    | N'a pas participé    | N'a pas participé    | N'a pas participé    | N'a pas participé    | N'a pas participé    | N'a pas participé        |
| 1924 Paris          | N'a pas participé    | N'a pas participé    | N'a pas participé    | N'a pas participé    | N'a pas participé    | N'a pas participé    | N'a pas participé        |
| 1928 Amsterdam      | N'a pas participé    | N'a pas participé    | N'a pas participé    | N'a pas participé    | N'a pas participé    | N'a pas participé    | N'a pas participé        |
| 1932 Los Angeles    | N'a pas participé    | N'a pas participé    | N'a pas participé    | N'a pas participé    | N'a pas participé    | N'a pas participé    | N'a pas participé        |
| 1936 Berlin         | N'a pas participé    | N'a pas participé    | N'a pas participé    | N'a pas participé    | N'a pas participé    | N'a pas participé    | N'a pas participé        |
| 1948 Londres        | N'a pas participé    | N'a pas participé    | N'a pas participé    | N'a pas participé    | N'a pas participé    | N'a pas participé    | N'a pas participé        |
| 1952 Helsinki       | N'a pas participé    | N'a pas participé    | N'a pas participé    | N'a pas participé    | N'a pas participé    | N'a pas participé    | N'a pas participé        |
| 1956 Melbourne      | N'a pas participé    | N'a pas participé    | N'a pas participé    | N'a pas participé    | N'a pas participé    | N'a pas participé    | N'a pas participé        |
| 1960 Rome           | 47                   | 0                    | 1                    | 0                    | 1                    | 32                   | 34                       |
| 1964 Tokyo          | 20                   | 0                    | 0                    | 0                    | 0                    | -                    | -                        |
| 1968 Mexico         | 25                   | 0                    | 0                    | 0                    | 0                    | -                    | -                        |
| 1972 Munich         | 35                   | 0                    | 0                    | 0                    | 0                    | -                    | -                        |
| 1976 Montréal       | 9 *                  | 0                    | 0                    | 0                    | 0                    | -                    | -                        |
| 1980 Moscou         | N'a pas participé ** | N'a pas participé ** | N'a pas participé ** | N'a pas participé ** | N'a pas participé ** | N'a pas participé ** | N'a pas participé **     |
| 1984 Los Angeles    | 34                   | 2                    | 0                    | 0                    | 2                    | 18                   | 30                       |
| 1988 Séoul          | 27                   | 1                    | 0                    | 2                    | 3                    | 28                   | 29                       |
| 1992 Barcelone      | 53                   | 1                    | 1                    | 1                    | 3                    | 31                   | 32                       |
| 1996 Atlanta        | 34                   | 0                    | 0                    | 2                    | 2                    | 68                   | 56                       |
| 2000 Sydney         | 61                   | 0                    | 1                    | 4                    | 5                    | 58                   | 41                       |
| 2004 Athènes        | 55                   | 2                    | 1                    | 0                    | 3                    | 37                   | 51                       |
| 2008 Pékin          | 47                   | 0                    | 1                    | 1                    | 2                    | 68                   | 65                       |
| 2012 Londres        | 63                   | 0                    | 0                    | 1                    | 1                    | 79                   | 79                       |
| 2016 Rio de Janeiro | 49                   | 0                    | 0                    | 1                    | 1                    | 78                   | 78                       |
| 2020 Tokyo          | 48                   | 1                    | 0                    | 0                    | 1                    | 63                   | 77                       |
| 2024 Paris          | Jeux à venir         | Jeux à venir         | Jeux à venir         | Jeux à venir         | Jeux à venir         | Jeux à venir         | Jeux à venir             |
| 2028 Los Angeles    | Jeux à venir         | Jeux à venir         | Jeux à venir         | Jeux à venir         | Jeux à venir         | Jeux à venir         | Jeux à venir             |
| 2032 Brisbane       | Jeux à venir         | Jeux à venir         | Jeux à venir         | Jeux à venir         | Jeux à venir         | Jeux à venir         | Jeux à venir             |
| Total               |                      | 7                    | 5                    | 12                   | 24                   | 64                   | 68                       |

(*) Après avoir initialement envoyé une délégation, le Maroc a boycotté les Jeux de 1976. En effet, il s'est joint au boycott des Jeux par la plupart des pays africains (22 nations), protestant contre la participation de la Nouvelle-Zélande, à la suite de l'organisation d'un match de rugby des All Blacks en Afrique du sud, pays indésirable de l’olympisme mondial, à cette période, à cause de son régime de ségrégation raciale « Apartheid ».
Un seul représentant marocain a pu concourir avant le retrait du Maroc : Abderahim Najim a participé en boxe (poids mi-mouche). Il a perdu son premier et unique match.
(**) Le Maroc a également boycotté les Jeux de 1980. Ce « Boycott » fut initié par les États-Unis pour protester contre l'invasion soviétique de l'Afghanistan lancée en décembre 1979.

#### Médailles par sport
| N.    | Sport      |   |   |    | Total | Rang médailles d'or | Rang total des médailles |
| ----- | ---------- | - | - | -- | ----- | ------------------- | ------------------------ |
| 1     | Athlétisme | 7 | 5 | 8  | 20    | 30                  | 31                       |
| 2     | Boxe       | 0 | 0 | 4  | 4     | 64                  | 54                       |
| Total | Total      | 7 | 5 | 12 | 24    | 64                  | 68                       |

#### Liste des Médaillés aux Jeux Olympiques d'été
| Médaille | Athlète              | Jeux                | Sport      | Épreuve                |
| -------- | -------------------- | ------------------- | ---------- | ---------------------- |
| Argent   | Rhadi Ben Abdesselam | 1960 Rome           | Athlétisme | Marathon Hommes        |
| Or       | Nawal El Moutawakel  | 1984 Los Angeles    | Athlétisme | 400 m haies Femmes     |
| Or       | Saïd Aouita          | 1984 Los Angeles    | Athlétisme | 5 000 m Hommes         |
| Or       | Brahim Boutayeb      | 1988 Séoul          | Athlétisme | 10 000 m Hommes        |
| Bronze   | Saïd Aouita          | 1988 Séoul          | Athlétisme | 800 m Hommes           |
| Bronze   | Abdelhak Achik       | 1988 Séoul          | Boxe       | Poids plumes Hommes    |
| Or       | Khalid Skah          | 1992 Barcelone      | Athlétisme | 10 000 m Hommes        |
| Argent   | Rachid El Basir      | 1992 Barcelone      | Athlétisme | 1 500 m Hommes         |
| Bronze   | Mohamed Achik        | 1992 Barcelone      | Boxe       | Poids coqs Hommes      |
| Bronze   | Salah Hissou         | 1996 Atlanta        | Athlétisme | 10 000 m Hommes        |
| Bronze   | Khalid Boulami       | 1996 Atlanta        | Athlétisme | 5 000 m Hommes         |
| Argent   | Hicham El Guerrouj   | 2000 Sydney         | Athlétisme | 1 500 m Hommes         |
| Bronze   | Ali Ezzine           | 2000 Sydney         | Athlétisme | 3 000 m steeple Hommes |
| Bronze   | Nezha Bidouane       | 2000 Sydney         | Athlétisme | 400 m haies Femmes     |
| Bronze   | Brahim Lahlafi       | 2000 Sydney         | Athlétisme | 5 000 m Hommes         |
| Bronze   | Tahar Tamsamani      | 2000 Sydney         | Boxe       | Poids plumes Hommes    |
| Or       | Hicham El Guerrouj   | 2004 Athènes        | Athlétisme | 1 500 m Hommes         |
| Or       | Hicham El Guerrouj   | 2004 Athènes        | Athlétisme | 5 000 m Hommes         |
| Argent   | Hasna Benhassi       | 2004 Athènes        | Athlétisme | 800 m Femmes           |
| Argent   | Jaouad Gharib        | 2008 Pékin          | Athlétisme | Marathon Hommes        |
| Bronze   | Hasna Benhassi       | 2008 Pékin          | Athlétisme | 800 m Femmes           |
| Bronze   | Abdalaati Iguider    | 2012 Londres        | Athlétisme | 1 500 m Hommes         |
| Bronze   | Mohammed Rabii       | 2016 Rio de Janeiro | Boxe       | Poids welters Hommes   |
| Or       | Soufiane El Bakkali  | 2020 Tokyo          | Athlétisme | 3 000 m steeple Hommes |
| Or       | Soufiane El Bakkali  | 2024 Paris          | Athlétisme | 3 000 m steeple Hommes |

#### Liste des «Multiples» Médaillés aux Jeux Olympiques d'été
| Athlète             | Sport      | Jeux | Épreuve           |   |   |   | Total |
| ------------------- | ---------- | ---- | ----------------- | - | - | - | ----- |
| Hicham El Guerrouj  | Athlétisme | 2000 | 1 500 m           | 0 | 1 | 0 | 3     |
| Hicham El Guerrouj  | Athlétisme | 2004 | 1 500 m - 5 000 m | 2 | 0 | 0 | 3     |
| Saïd Aouita         | Athlétisme | 1984 | 5 000 m           | 1 | 0 | 0 | 2     |
| Saïd Aouita         | Athlétisme | 1988 | 800 m             | 0 | 0 | 1 | 2     |
| Hasna Benhassi      | Athlétisme | 2004 | 800 m Femmes      | 0 | 1 | 0 | 2     |
| Hasna Benhassi      | Athlétisme | 2008 | 800 m Femmes      | 0 | 0 | 1 | 2     |
| Soufiane El Bakkali | Athlétisme | 2020 | 3 000 m           | 1 | 0 | 0 | 2     |
| Soufiane El Bakkali | Athlétisme | 2024 | 3 000 m           | 1 | 0 | 0 | 2     |

### Médailles aux Jeux Olympiques d'hiver
| Jeux                        | Athlètes          |                   |                   |                   | Total             | Rang médailles d'or | Rang total des médailles |
| --------------------------- | ----------------- | ----------------- | ----------------- | ----------------- | ----------------- | ------------------- | ------------------------ |
| 1924 Chamonix               | N'a pas participé | N'a pas participé | N'a pas participé | N'a pas participé | N'a pas participé | N'a pas participé   | N'a pas participé        |
| 1928 St. Maurice            | N'a pas participé | N'a pas participé | N'a pas participé | N'a pas participé | N'a pas participé | N'a pas participé   | N'a pas participé        |
| 1932 Lake Placid            | N'a pas participé | N'a pas participé | N'a pas participé | N'a pas participé | N'a pas participé | N'a pas participé   | N'a pas participé        |
| 1936 Garmisch-Partenkirchen | N'a pas participé | N'a pas participé | N'a pas participé | N'a pas participé | N'a pas participé | N'a pas participé   | N'a pas participé        |
| 1948 St. Maurice            | N'a pas participé | N'a pas participé | N'a pas participé | N'a pas participé | N'a pas participé | N'a pas participé   | N'a pas participé        |
| 1952 Oslo                   | N'a pas participé | N'a pas participé | N'a pas participé | N'a pas participé | N'a pas participé | N'a pas participé   | N'a pas participé        |
| 1956 Cortina d'Ampezzo      | N'a pas participé | N'a pas participé | N'a pas participé | N'a pas participé | N'a pas participé | N'a pas participé   | N'a pas participé        |
| 1960 Squaw Valley           | N'a pas participé | N'a pas participé | N'a pas participé | N'a pas participé | N'a pas participé | N'a pas participé   | N'a pas participé        |
| 1964 Innsbruck              | N'a pas participé | N'a pas participé | N'a pas participé | N'a pas participé | N'a pas participé | N'a pas participé   | N'a pas participé        |
| 1968 Grenoble               | 5                 | 0                 | 0                 | 0                 | 0                 | -                   | -                        |
| 1972 Sapporo                | N'a pas participé | N'a pas participé | N'a pas participé | N'a pas participé | N'a pas participé | N'a pas participé   | N'a pas participé        |
| 1976 Innsbruck              | N'a pas participé | N'a pas participé | N'a pas participé | N'a pas participé | N'a pas participé | N'a pas participé   | N'a pas participé        |
| 1980 Lake Placid            | N'a pas participé | N'a pas participé | N'a pas participé | N'a pas participé | N'a pas participé | N'a pas participé   | N'a pas participé        |
| 1984 Sarajevo               | 4                 | 0                 | 0                 | 0                 | 0                 | -                   | -                        |
| 1988 Calgary                | 3                 | 0                 | 0                 | 0                 | 0                 | -                   | -                        |
| 1992 Albertville            | 12                | 0                 | 0                 | 0                 | 0                 | -                   | -                        |
| 1994 Lillehammer            | N'a pas participé | N'a pas participé | N'a pas participé | N'a pas participé | N'a pas participé | N'a pas participé   | N'a pas participé        |
| 1998 Nagano                 | N'a pas participé | N'a pas participé | N'a pas participé | N'a pas participé | N'a pas participé | N'a pas participé   | N'a pas participé        |
| 2002 Salt Lake City         | N'a pas participé | N'a pas participé | N'a pas participé | N'a pas participé | N'a pas participé | N'a pas participé   | N'a pas participé        |
| 2006 Turin                  | N'a pas participé | N'a pas participé | N'a pas participé | N'a pas participé | N'a pas participé | N'a pas participé   | N'a pas participé        |
| 2010 Vancouver              | 1                 | 0                 | 0                 | 0                 | 0                 | -                   | -                        |
| 2014 Sochi                  | 2                 | 0                 | 0                 | 0                 | 0                 | -                   | -                        |
| 2018 Pyeongchang            | 2                 | 0                 | 0                 | 0                 | 0                 | -                   | -                        |
| 2022 Pékin                  | Jeux à venir      | Jeux à venir      | Jeux à venir      | Jeux à venir      | Jeux à venir      | Jeux à venir        | Jeux à venir             |
| 2026 Milan-Cortina          | Jeux à venir      | Jeux à venir      | Jeux à venir      | Jeux à venir      | Jeux à venir      | Jeux à venir        | Jeux à venir             |
| Total                       | 25                | 0                 | 0                 | 0                 | 0                 | -                   | -                        |